# Лејк Сент Луис (Мисури)
Лејк Сент Луис (енгл. Lake St. Louis) град је у америчкој савезној држави Мисури.

## Демографија
По попису из 2010. године број становника је 14.545, што је 4.376 (43,0%) становника више него 2000. године.
| Група             | 2000.         | 2010.          |
| Белци             | 9.641 (94,8%) | 13.178 (90,6%) |
| Афроамериканци    | 187 (1,8%)    | 555 (3,8%)     |
| Азијати           | 99 (1,0%)     | 310 (2,1%)     |
| Хиспаноамериканци | 137 (1,3%)    | 305 (2,1%)     |
| Укупно            | 10.169        | 14.545         |